# Pedro Rodrigues Filho
Pedro Rodrigues Filho (né le 29 octobre 1954 à Santa Rita do Sapucaí (Minas Gerais) et mort le 5 mars 2023 à Mogi das Cruzes (État de São Paulo)) est un tueur en série brésilien. 
Surnommé Pedrinho Matador et arrêté une première fois en 1973, il est condamné en 2003 à 128 ans de prison ferme pour le meurtre d'au moins 71 personnes. Il est considéré comme l'un des tueurs en série les plus meurtriers de l'histoire de la criminalité.

## Biographie

### Enfance
Pedro Rodrigues Filho est né dans une ferme à Santa Rita do Sapucaí au sud de l’État de Minas Gerais. À la suite des coups infligés par son père à sa mère durant une dispute alors qu'elle était enceinte, il est né avec le crâne fracturé. Il affirme avoir ressenti pour la première fois l'envie de tuer à l'âge de 13 ans. Durant une bagarre avec un cousin plus âgé, il pousse le garçon dans une presse à canne à sucre. Celui-ci en réchappe de peu avec cependant un bras en moins.
À 14 ans, il assassine le vice-maire d'Alfenas, dans l’État de Minas Gerais, car ce dernier a licencié son père, un gardien d'école, accusé d'avoir volé de la nourriture dans les cuisines. Il tue ensuite un autre gardien, supposé être le véritable coupable.

### Meurtres
Pedro Rodrigues Filho se réfugie à Mogi das Cruzes dans l'État de São Paulo, où il commence une série de cambriolages et abat un trafiquant de drogue. Il y rencontre également Maria Aparecida Olympia, une femme avec qui il partage sa vie jusqu'à son assassinat par les membres d'un gang. Pedro en sort indemne et pour la venger, il torture et exécute plusieurs personnes, dans le but de retrouver l'identité du gangster à l'origine du meurtre.
Avant même ses 18 ans, on lui attribue pas moins de 10 morts et plusieurs blessés.
Toujours à Mogi das Cruzes, il abat son propre père, alors en prison pour avoir massacré sa femme (la mère de Pedro) à la machette. Pedro découpe un morceau du cœur de sa victime (son père), et le mâche avant de le recracher.

### Arrestation
Pedro Rodrigues Filho est arrêté une première fois le 24 mai 1973, et condamné à la prison. Durant sa détention, il tue 47 co-détenus. Il affirme plus tard avoir tué plus de 100 personnes. La justice dénombre 71 victimes confirmées.
En 1973, il est condamné à 128 ans de prison, bien que la loi brésilienne interdise de passer plus de 30 ans derrière les barreaux. Néanmoins, à la suite de ses nombreux crimes commis en prison, sa sentence est aggravée de 272 années. Finalement, après 34 ans d'incarcération, il est libéré le 24 avril 2007.
Selon l'Agência Brasileira de Inteligência (ABIN), il serait ensuite parti dans le nord-est du Brésil, plus précisément à Fortaleza, dans l’État de Ceará.
Le 15 septembre 2011, les médias de l’État de Santa Catarina révèlent que Pedro Rodrigues Filho a été arrêté chez lui, dans une zone rurale, où il travaillait comme aide ménager à Balneário Camboriú, une ville côtière au sud de São Paulo. Selon une chaîne de télévision locale, il est accusé puis condamné pour incitation à la révolte et séquestration.
En plus de ses nombreux meurtres, Pedro Rodrigues Filho est devenu célèbre dans son pays pour avoir menacé d'assassiner plusieurs autres criminels, comme Francisco de Assis Pereira, surnommé « Le maniaque du parc ».

### Mort
Pedro Rodrigues Filho meurt criblé de balles près de Sao Paulo le 5 mars 2023 après 42 ans passés en prison.